# 윈도우 작업 스케줄러
윈도우 작업 스케줄러(Windows Task Scheduler) 또는 작업 스케줄러(이전 이름: Scheduled Tasks)는 미리 정의된 시간이나 지정된 시간 간격 후에 컴퓨터 프로그램이나 스크립트를 실행하는 마이크로소프트 윈도우의 작업 스케줄러이다. 마이크로소프트는 마이크로소프트 플러스!에 이 구성 요소를 도입했다. 윈도우 95용 시스템 에이전트이다. 핵심 구성 요소는 시조격인 윈도우 서비스이다. 윈도우 작업 스케줄러 인프라는 파워셸 v3에 도입된 윈도우 파워셸 예약 작업 기능의 기반이다.
작업 스케줄러는 유닉스 계열 운영 체제의 cron 또는 anacron과 비교할 수 있다. 이 서비스는 이미 실행 중인 프로세스에 CPU 리소스를 할당하는 OS 커널의 핵심 구성 요소인 스케줄러와는 구별한다.

## 같이 보기
- cron